# Самаритянка (фильм)
«Самаритянка» — драматический триллер южнокорейского режиссёра Ким Ки Дука, вышедший на экраны в 2004 году.

## Сюжет
Юные школьницы Ёчин и Чэён находят экстравагантный способ накопить деньги на поездку в Европу. Ёчин розыскивает богатых мужчин и охраняет номер мотеля, где Чэён занимается проституцией. Когда Чэён приходится заплатить суровую цену, Ёчин решает искупить свою вину перед ней, возвращая деньги бывшим клиентам Чэён.

## Награды и номинации
- 2004 — приз «Серебряный медведь» Берлинского кинофестиваля за режиссуру (Ким Ки Дук)
- 2004 — номинация на приз «Золотой медведь» Берлинского кинофестиваля (Ким Ки Дук)